# Gran enciclopèdia soviètica
La Gran enciclopèdia soviètica (Bolxaia sovétskaia entsiklopédiia) és una enciclopèdia en rus de 30 volums (en la darrera versió) i més de 100.000 entrades publicada entre els anys 1926–1981 i reeditada en diverses ocasions. La idea original del projecte fou d'Otto Schmidt, qui volia reunir tot el coneixement humà des del punt de vista de l'ortodòxia soviètica en una obra de formació per a les classes populars. El marxisme s'usava com a teoria unificadora per a les qüestions socials i històriques i es presentava a la Unió de Repúbliques Socialistes Soviètiques com el país més avançat del món. Així doncs, l'enciclopèdia estava concebuda alhora com una eina educativa i de propaganda política.
Per això es va traduir ràpidament a l'anglès, per tal que arribés al públic occidental en el context de la Guerra Freda. Posteriorment es va fer una versió en grec amb entrades afegides sobre la història hel·lènica. Donat que només un 60% de la població de l'estat soviètic tenia com a llengua materna el rus, es van elaborar edicions abreujades en els principals idiomes del país. Es van publicar adaptacions (per ordre cronològic) a l'ucraïnès (17 volums), el belarús (12), kazakh (10), uzbek (14), lituà (10), letó (11), estonià (8), moldau (8), àzeri (10), turcman (10), kirguís (6), tadjik (8), georgià (12) i armeni (13).
Destaca l'exhaustivitat amb què es presenten les qüestions relacionades amb el poble rus i totes les ètnies de l'estat soviètic, tant les històriques com les referides a la vida quotidiana, així com entrades sobre localitats i biografies de les persones més destacades de cada regió i camp del coneixement, pel que l'obra constitueix una referència fonamental per a estudiar l'URSS. Acadèmics i líders locals van participar enviant suggeriments sobre les inclusions de la seva realitat per assegurar una cobertura màxima de tot allò soviètic. Cada any s'enviava un apèndix amb les novetats referides a l'actualitat.
El biaix polític provocà que els articles canviessin al llarg de les diverses edicions, fins i tot es va publicar una recomanació als subscriptors demanant-los que destruïssin les pàgines dedicades a Lavrenti Béria per estar equivocades després de la seva condemna oficial. En altres casos, com en l'entrada sobre Nikolai Bukharin, s'enviava una nova versió corregida que s'animava a enganxar a sobre de l'anterior.
Vladímir Putin va ordenar reprendre el projecte en 2002, sota el nom de Gran Enciclopèdia Russa (Bolxaia rossískaia entsiklopédia), actualitzant les entrades obsoletes i afegint-ne de noves. L'Acadèmia Russa de les Ciències està darrere de la supervisió tècnica de l'enciclopèdia. Igualment, des de l'any 2000 existeix una versió en línia de l'antiga versió.